# Rosa azul

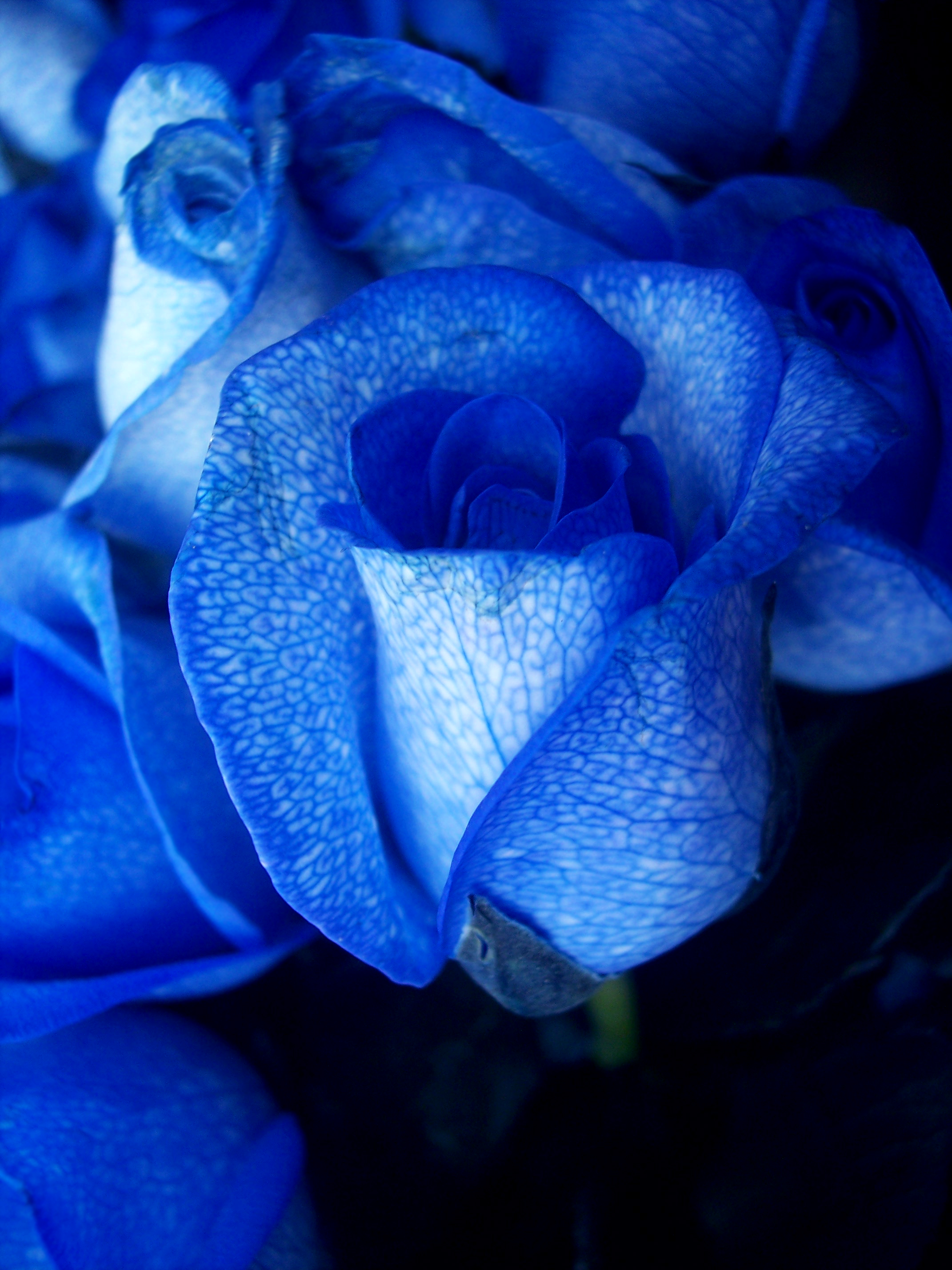
Rosas azules creadas tiñendo artificialmente rosas blancas.

Una rosa azul es una flor del género Rosa (familia Rosaceae) que presenta una pigmentación azul a violeta en lugar de los colores más comunes como el rojo, blanco o amarillo, mediante el uso de medios artificiales como tintes. Las rosas azules suelen simbolizar el misterio o lo inalcanzable, ya que no existen en la naturaleza debido a limitaciones genéticas. En 2002, investigadores utilizaron ingeniería genética para crear rosas que contienen el pigmento azul delfinina, que se encuentra de forma natural en otras plantas. Esto se anunció al mundo en 2004.
Las denominadas "rosas azules" se han criado mediante métodos de hibridación convencionales, pero los resultados, como "Blue Moon", se describen con mayor precisión como de color lila.

## Rosas teñidas
Dado que las rosas azules no existen en la naturaleza, ya que las rosas carecen del gen específico que tiene la capacidad de producir un color "azul verdadero", las rosas azules se crean tradicionalmente tiñendo rosas blancas. En un libro titulado Kitāb al-Filāḥah, escrito por el agrónomo andalusí Ibn al-'Awwām al-Ishbīlī en árabe en el siglo XII, y traducido al francés por J. J. Clement como Le livre de l'agriculture, se mencionan rosas azul celeste que eran conocidas en Oriente. Estas rosas azules se hacían colocando un tinte azul en la corteza de las raíces.

## Rosas modificadas genéticamente

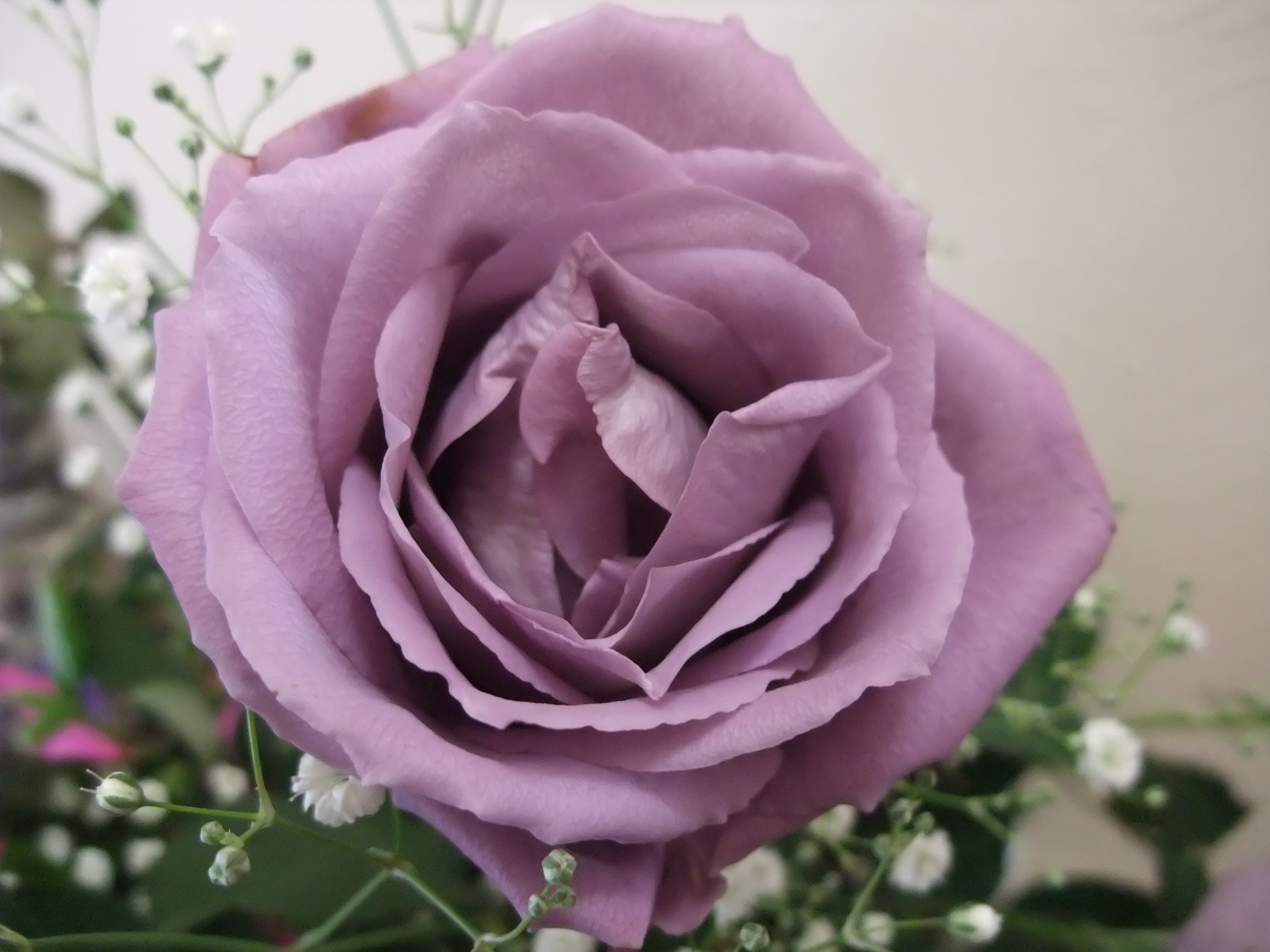
Rosa "azul" Suntory.

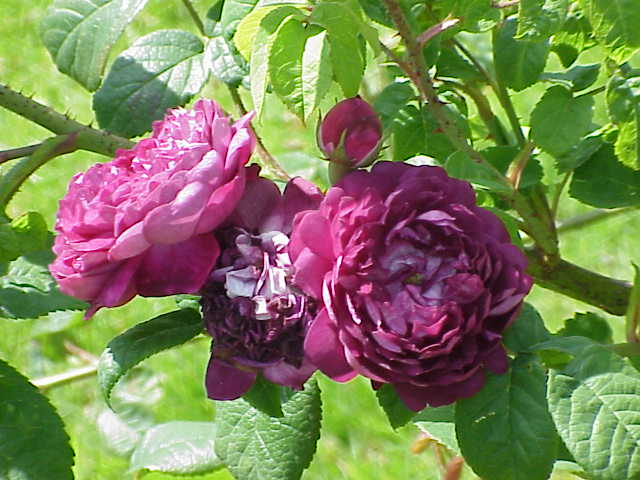
Rosa 'Cardinal de Richelieu', usada en los primeros experimentos de ingeniería genética.

Los científicos aún no han logrado producir una rosa de color azul verdadero; sin embargo, tras trece años de investigación colaborativa entre una empresa australiana, Florigene, y una empresa japonesa, Suntory, en 2002 se creó una rosa que contiene el pigmento azul delfinina a partir de una rosa blanca mediante ingeniería genética. La empresa y la prensa la han descrito como una rosa azul, pero su color es lavanda o malva pálido.
La ingeniería genética implicó tres alteraciones: añadir dos genes e interferir con otro. Primero, los investigadores insertaron un gen para el pigmento vegetal azul delfinidina, clonado del pensamiento, en una rosa gallica de color rojo púrpura "Cardinal de Richelieu", resultando en una rosa de color burdeos oscuro. Luego, los investigadores utilizaron la tecnología de interferencia de ARN (RNAi) para reducir la producción de todos los demás colores por parte de los genes endógenos, bloqueando una proteína crucial en la producción de color, llamada dihidroflavonol 4-reductasa (DFR), y añadiendo una variante de esa proteína que no sería bloqueada por el RNAi, pero que permitiría que se mostrara el color de la delfinina. Si la estrategia hubiera funcionado a la perfección, en teoría podría haber producido una rosa verdaderamente azul. Sin embargo, el RNAi no eliminó por completo la actividad de la DFR, por lo que la flor resultante aún producía parte de su color natural, resultando en un azul con tintes rojos, un malva o lavanda. Además, los pétalos de las rosas son más ácidos que los de los pensamientos, y el delphinidin del pensamiento en las rosas transgénicas se degrada debido a la acidez en los pétalos de la rosa. Por lo tanto, profundizar aún más en el color azul requeriría modificaciones adicionales, mediante la cría tradicional o más ingeniería genética, para hacer la rosa menos ácida.
Hasta 2008, las rosas GM se cultivaban en lotes de prueba en la institución de semillas Martino Cassanova en South Hampshire, según el portavoz de la empresa, Atsuhito Osaka. Se informó de que Suntory vendió 10.000 rosas azules Applause en Japón en 2010. Los precios oscilaban entre 2.000 y 3.000 yenes, o entre 22 y 35 dólares estadounidenses por tallo. La empresa anunció que las ventas en Norteamérica comenzarían en el otoño de 2011.

## Influencia cultural
Debido a la ausencia de rosas azules en la naturaleza, estas han llegado a simbolizar el misterio y algo casi inalcanzable. En algunas culturas existe la tradición de que el propietario de una rosa azul verá cumplidos todos sus deseos.